# スペクトル

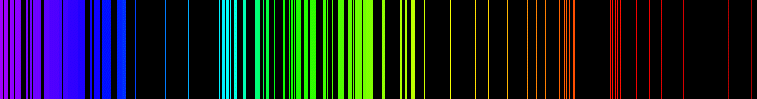
鉄の輝線スペクトル

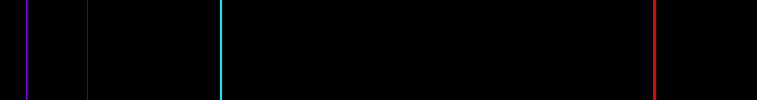
水素の輝線スペクトル（バルマー系列）

スペクトル（フランス語: spectre、英語: spectrum）とは、複雑な情報や信号をその成分に分解し成分ごとの大小に従って配列したもののことである。2次元以上で図示されることが多く、その図自体のことをスペクトルと呼ぶこともある。
様々な領域で用いられる用語で、様々な意味を持つ。現代的な意味のスペクトルは、周波数スペクトル（光における分光スペクトル）か、それから派生した意味のものが多い。

## 語源
日本語の「スペクトル」は、フランス語の spectre から来ており、英語の spectrum［スペクトラム］同様、ラテン語の spectrum［スペクトルム］を語源としている。この語は「見る」を意味する動詞 specere の派生語で「像」を意味する（原義は 「見えるもの」「現れるもの」）。「幻姿」を意味する英語の specter［スペクター］ とは同語源。

## 分光スペクトル

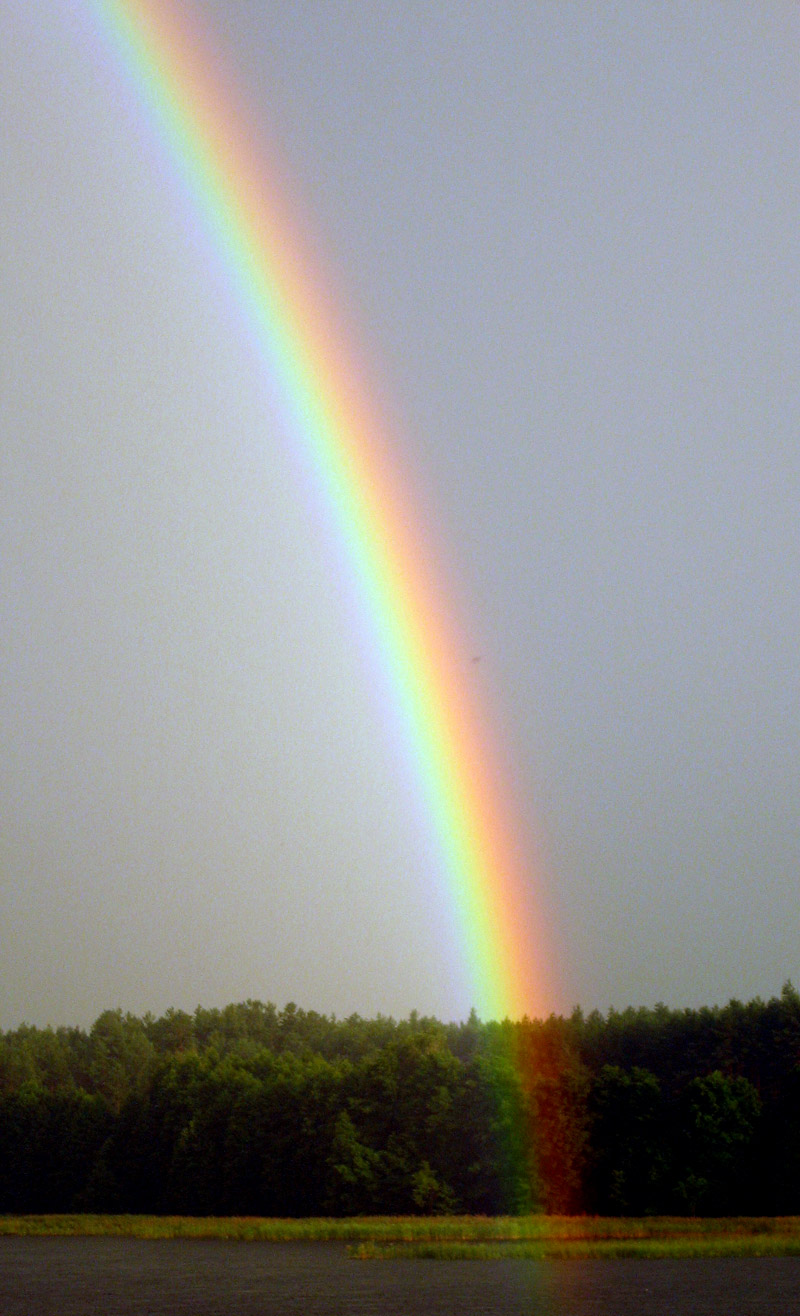
虹

分光学では、電磁波（光）をプリズムや回折格子といった分光器を通すことにより得られる、電磁波の波長ごとの強度の分布を分光スペクトルという。分光スペクトルには、対象物と光との関係によるスペクトルの種類とスペクトルの波形の特長による種類とがある。

### 対象物と光との関係によるスペクトルの種類
光源スペクトル
対象物が発する光のスペクトルをいう。
反射スペクトル
標準の光源に対し、対象物で反射する光のスペクトルをいう。
透過スペクトル
標準の光源に対し、対象物を透過する光のスペクトルをいう。
吸収スペクトル
標準の光源に対し、対象物が吸収する光のスペクトルを吸収スペクトルという。一般的に吸収しやすい光のエネルギー（波長）は、物質によって異なる。直接は計測できず、減算で計算する。

### スペクトルの波形の特長による種類
連続スペクトル
熱放射による光はあらゆる波長の光を含んでいる。このような光はプリズムで分光すると連続的な虹色の模様になる。そこでこのような光のスペクトルを連続スペクトルという。
輝線スペクトル
電離あるいは励起された原子から放射される光は原子内の電子のエネルギー準位が量子化されているため、ある特定の波長だけに限られている。このような光はプリズムで分光すると離散的ないくつかの光の線となる。この光の線を輝線といい、輝線からなるスペクトルを輝線スペクトルという。
吸収線スペクトル
連続スペクトルを放つ光源と観測者との間に原子が存在すると、その原子がある特定の波長の光を吸収して励起されるため、その波長での強度が減少したスペクトルとなる。このような光はプリズムで分光すると連続的な虹色の模様の中にいくつかの暗い線が見られる模様となる。この暗い線を吸収線または暗線という。吸収線を持つスペクトルが吸収線スペクトルである。

## 恒星のスペクトル
恒星は中心部の核融合反応で輝くガス球であり、その分光学的性質はほぼ黒体に近い。そのため、恒星のスペクトルは大雑把にはその表面温度の黒体放射に対応する連続スペクトルとなっており、その中に恒星大気中の原子や分子による吸収線スペクトルが見られる。その吸収線スペクトルのパターンによって恒星の分類がされている。これをスペクトル分類という。太陽も恒星の一つであるから、そのスペクトルには吸収線が見られる。この吸収線は発見者の名前をとってフラウンホーファー線と呼ばれている。

## 一般化したスペクトル
分光スペクトルの概念は、一般の波に拡張された。

### 時系列解析
物理学や工学の時系列解析では、解析対象である、時間領域における時間の関数（波形）に対し、それから周波数領域への変換（たとえばフーリエ変換）で得られる、周波数の関数をスペクトルという。
周波数領域におけるパワー密度（振幅の2乗）である、パワースペクトル密度 (PSD) が代表的である。分光学での分光スペクトルは、電磁波のパワースペクトル密度である。
なお正確には、スペクトルを求める変換の対象は時間領域とは限らず、たとえば長さのこともよくある。周波数領域に対しさらに変換をすることもあり、その結果は、ケプストラム（cepstrum。spectrumのアナグラム）という。

### 化学
化学では、一般には、試料に対してなんらかの刺激を与えた際、その刺激や応答を特徴づける量に対して応答強度を記録したものをスペクトルという。
吸収スペクトルをスペクトルと言うことが多いが、この文脈では吸収スペクトルとは、「刺激として電磁波を用い、波長に対し吸収強度を記録したもの」と言える。
他には、質量分析法では、刺激として電子衝突を用いて、分解によって生じた破片の質量に対しその量を記録したものをスペクトルと呼んでいる。